# Edouard de Rouillé

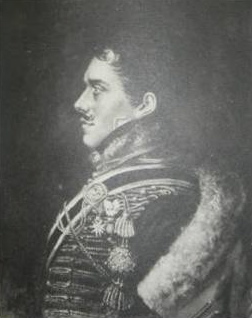
Edouard de Rouillé

Edouard Louis Isidore de Rouillé (Aat, 14 juli 1786 - Ormeignies, 10 september 1865) was een hoger officier, burgemeester en lid van het Belgisch Nationaal Congres.

## Levensloop
Edouard de Roullié was de zoon van Louis-François de Roullié, militair in Franse dienst, en van  Angélique Marie Antoine Pollart d'Herimez. Onder de naam van Angélique de Rouillé verwierf zijn moeder bekendheid als een groot brievenschrijfster, in het kielzog van Madame de Sévigné. Zelf trouwde hij in 1815 met Aldegonde van Segbrouck (1792-1870) en ze hadden vijf dochters en een zoon.
De Rouillé verliet de keizerlijke militaire school met de graad van onderluitenant bij de Jagers te paard. In 1809 was hij luitenant, in 1812 kapitein en in 1814 eskadronchef.
In 1815 meldde hij zich aan bij de troepen van het Verenigd Koninkrijk der Nederlanden, met de graad van luitenant-kolonel en werd in dienst genomen. In 1817 werd hij in de adelstand opgenomen met een riddertitel en werd lid van de ridderschap voor de provincie Henegouwen.
In Aat werd hij commandant van de Burgerwacht en weldra burgemeester. Ridder de Rouillé werd door de kiezers van het arrondissement Aat naar het Nationaal Congres afgevaardigd. Met zijn 22 tussenkomsten was hij een tamelijk actief lid. Stemde hij zoals de meesten voor de onafhankelijkheidsverklaring en voor de eeuwigdurende uitsluiting van de Nassaus, dan verkeerde hij in de minderheid door als staatshoofd de hertog van Leuchtenberg te verkiezen en als regent Félix de Merode. Hij stemde dan wel met de meerderheid voor Leopold van Saksen Coburg en voor de aanvaarding van het Verdrag der XVIII artikelen. Ridder de Rouillé werd beschouwd als deel uitmakende van de groep van gematigde katholieken.
In 1831 werd de Rouillé senator en werd regelmatig herkozen tot hij in 1848 die loopbaan beëindigde. Gedurende verschillende jaren was hij quaestor. In 1857 verkreeg de Rouillé een erfelijke titel van graaf. Drie van zijn dochters trouwden met adellijke hoge militairen. Zijn zoon graaf Adhémar de Rouillé werd diplomaat:
- Cornélie de Rouillé (1817-1892), trouwde met graaf Alfred de la Barre d'Erquelinnes (1814-1889), majoor bij de infanterie. Ze kregen twee zoons en een dochter, waaronder Henri de la Barre d'Erquelinnes, met afstammelingen tot heden.
- Hortense de Rouillé (1818-1884), trouwde met graaf Aquila d'Hanins de Moerkerke (1805-1869), luitenant-generaal in het Belgisch leger en vleugeladjudant van koning Leopold I. Ze kregen een zoon en een dochter, met afstammelingen tot heden.
- Adhémar de Rouillé (1821-1895), trouwde met Marie-Louise Osy de Zegwaart (1837-1913). Ze kregen een zoon en twee dochters, met afstammelingen tot heden.
- Emma de Rouillé (1832-1895), trouwde met Emile de la Barre d'Erquelinnes (1822-1895). Ze kregen twee dochters, met afstammelingen tot heden.